# Asistent
Asistènt (latinsko assistere - pomagati) je visokošolski sodelavec, pomočnik profesorja na univerzi, zadolžen za izvedbo vaj. Izjemoma mu lahko dekan podeli tudi pravico (venia legendi et examinandi), da predava in opravlja izpite. Zahteva za habilitacijo v naziv asistenta je navadno diploma iz zahtevane stroke. Naziv je treba obnavljati vsaka tri leta. Ob svoji pedagoški obveznosti se lahko asistent dodatno izobražuje in doseže višje znanstvene nazive, kot sta magisterij in doktorat. Z opravljenim doktoratom lahko asistent ob ustrezni izkazani raziskovalni dejavnosti zaprosi za izvolitev v naziv docenta.